# Чемпионат мира по паралимпийскому плаванию
Чемпионат мира по плаванию проводится Международным Паралимпийским комитетом (МПК). Соревнуются атлеты с физическими отклонениями. До 2013 года чемпионат проводился раз в четыре года, но после стал проводиться раз в два года. Первый чемпионат мира прошёл в 1994 году в Валлетте.

## Чемпионаты

### Бассейн 50 м
| № | Год  | Город          | Страна         | Дата                | Сайт |
| - | ---- | -------------- | -------------- | ------------------- | ---- |
| 1 | 1994 | Валетта        | Мальта         | ?                   |      |
| 2 | 1998 | Крайстчерч     | Новая Зеландия | 7-17 октября        |      |
| 3 | 2002 | Мар-дель-Плата | Аргентина      | 3-12 декабря        |      |
| 4 | 2006 | Дурбан         | ЮАР            | 2-8 декабря         |      |
| 5 | 2010 | Эйндховен      | Нидерланды     | 15-21 августа       |      |
| 6 | 2013 | Монреаль       | Канада         | 11-17 августа       |      |
| 7 | 2015 | Глазго         | Великобритания | 13-19 июля          |      |
| 8 | 2017 | Мехико         | Мексика        | 2-7 декабря         |      |
| 9 | 2019 | Кучинг         | Малайзия       | 29 июля — 4 августа |      |

### Бассейн 25 м
| № | Год  | Город          | Страна   | Дата                  | Сайт |
| - | ---- | -------------- | -------- | --------------------- | ---- |
| 1 | 2009 | Рио-де-Жанейро | Бразилия | 29 ноября — 5 декабря |      |